# Bornrif (zandplaat)
Het Bornrif is een zandplaat tussen de Nederlandse Waddeneilanden Ameland en Terschelling. Gezien de grootte is Bornrif geen eiland te noemen.